# التهاب مغز دندان
التهاب مغز دندان یا پولپیت یا پالپایتیس (به انگلیسی: Pulpitis) به التهاب مغز دندان گفته می‌شود که معمولاً همراه با درد می‌باشد. التهاب معمولاً به دنبال عفونت با باکتری‌ها ایجاد می‌شود.

## علایم
افزایش حساسیت به محرک‌ها به ویژه محرک‌های گرمی و سردی شایع‌ترین علامت پالپیت است. اگرچه معمولاً پالپیت همراه با درد می‌باشد ولی ممکن است بدون درد هم باشد.

## سبب‌شناسی
پالپیت به‌طور معمول ناشی از پوسیدگی دندان است که به بافت پالپ دندان رسیده‌است. تروما هم می‌تواند باعث ایجاد پالپیت شود.

## انواع پالپیت
- پالپ طبیعی: بی‌علامت است و پاسخ آن به محرک‌ها خفیف است و بلافاصله پس از حذف محرک از بین می‌رود.
- پالپیت برگشت‌پذیر: پاسخ به محرک خیلی حساس می‌شود اما بلافاصله پس از حذف محرک از بین می‌رود.
- پالپیت برگشت‌ناپذیر علامت‌دار: پاسخ به محرک پس از حذف آن از بین نمی‌رود یا حتی ممکن است درد غیرتحریکی و خودبه‌خود داشته باشد.
- پالپیت برگشت‌ناپذیر بدون علامت: میکروسکوپی آن مشابه پالپیت برگشت‌ناپذیر علامت‌دار است اما علائم بالینی ندارد.
- نکروز پالپ: مرگ و نکروز پالپ ممکن است کامل یا پارسیل باشد.[۳]